# Neoeromene parvipuncta
Neoeromene parvipuncta là một loài bướm đêm trong họ Crambidae.